# Szaniec IS-V-2
Szaniec IS V-2 (niem. Infanterieschanze: szaniec piechoty) – standardowe ziemne dzieło piechoty z 1887 r.